# Scafati
Scafati es una localidad y comune italiana de la provincia de Salerno, región de Campania, con 48.728 habitantes.

## Evolución demográfica
| Gráfica de evolución demográfica de Scafati entre 1861 y 2001 |
|                                                               |
| Fuente ISTAT - elaboración gráfica de Wikipedia               |